# Серебрянська сільська рада (Роздольненський район)
Серебря́нська сільська́ ра́да — адміністративно-територіальна одиниця та орган місцевого самоврядування в Роздольненському районі Автономної Республіки Крим. Адміністративний центр — село Серебрянка.

## Загальні відомості
- Населення ради: 3 016 осіб (станом на 2001 рік)

## Населені пункти
Сільській раді підпорядковані населені пункти:
- с. Серебрянка
- с. Бахчівка
- с. Каштанівка
- с. Орлівка
- с. Соколи
- с. Чехове

## Склад ради
Рада складається з 19 депутатів та голови.
- Голова ради: Степанюк Віталій Вікторович
- Секретар ради: Емурлаєва Гулизара

### Керівний склад попередніх скликань
| Прізвище, ім'я, по батькові | Основні відомості                                                         | Дата обрання | Дата звільнення |
| --------------------------- | ------------------------------------------------------------------------- | ------------ | --------------- |
| Гладченко Марія Іванівна    | Сільський голова, 1955 року народження, освіта вища, член Партії регіонів | 26.03.2006   | 31.10.2010      |
| Гладченко Марія Іванівна    | Сільський голова, 1955 року народження, освіта вища, член Партії регіонів | 31.10.2010   | 16.12.2012      |
| Степанюк Віталій Вікторович | Сільський голова, 1973 року народження, освіта вища, член Партії регіонів | 16.12.2012   |                 |

Примітка: таблиця складена за даними сайту Верховної Ради України

### Депутати
За результатами місцевих виборів 2010 року депутатами ради стали:

#### За суб'єктами висування
| Суб'єкт висування                 | Кількість обраних депутатів | %  |
| --------------------------------- | --------------------------- | -- |
| Партія регіонів                   | 17                          | 85 |
| Політична партія «Руська Єдність» | 2                           | 10 |
| Самовисування                     | 1                           | 5  |

#### За округами
| № округу                          | Прізвище, ім'я, по батькові      | Дата визнання обраним | Освіта             | Партійна приналежність                  | Відомості про обраного депутата                                         |
| --------------------------------- | -------------------------------- | --------------------- | ------------------ | --------------------------------------- | ----------------------------------------------------------------------- |
| Партія регіонів                   |                                  |                       |                    |                                         |                                                                         |
| 1                                 | Маняков Анатолій Володимирович   | 01.11.2010            | середня            | член Партії регіонів                    | Роздольненське міжрегіональне управління водного господарства, робітник |
| 2                                 | Горбенко Анатолій Володимирович  | 01.11.2010            | вища               | член Партії регіонів                    | селянське фермерське господарство «Селенга», голова                     |
| 3                                 | Гріщук Раїса Іванівна            | 01.11.2010            | середня спеціальна | член Партії регіонів                    | Роздольненська ветлікарня, ветлікар                                     |
| 4                                 | Кохан Світлана Іванівна          | 01.11.2010            | середня спеціальна | член Партії регіонів                    | Серебрянська сільська рада, спеціаліст                                  |
| 5                                 | Емурлаєва Гулізара               | 01.11.2010            | вища               | член Партії регіонів                    | Серебрянська сільська рада, секретар                                    |
| 6                                 | Тамтура Ніна Іванівна            | 01.11.2010            | середня            | член Партії регіонів                    | пенсіонер                                                               |
| 7                                 | Жданова Ольга Анатоліївна        | 01.11.2010            | середня            | член Партії регіонів                    | тимчасово не працює                                                     |
| 8                                 | Мацуніч Галина Михайлівна        | 01.11.2010            | середня спеціальна | член Партії регіонів                    | Серебрянський фельдшерсько-акушерський пункт, завідувачка               |
| 11                                | Омарова Зіліха Салімівна         | 01.11.2010            | середня спеціальна | член Партії регіонів                    | Орлівський фельдшерсько-акушерський пункт, завідувачка                  |
| 12                                | Додух Олексій Іванович           | 01.11.2010            | вища               | член Партії регіонів                    | селянське фермерське господарство «Ельф», голова                        |
| 13                                | Алексєєва Світлана Борисівна     | 01.11.2010            | вища               | член Партії регіонів                    | селянське фермерське господарство «Обрій», голова                       |
| 14                                | Гладченко Михайло Петрович       | 01.11.2010            | вища               | член Партії регіонів                    | тимчасово не працює                                                     |
| 15                                | Боброва Діана Василівна          | 01.11.2010            | середня спеціальна | член Партії регіонів                    | тимчасово не працює                                                     |
| 16                                | Каракаш Фікрет Усеінович         | 01.11.2010            | середня            | член Партії регіонів                    | ПСП «Каракаш», голова                                                   |
| 17                                | Кікоть Анатолій Павлович         | 01.11.2010            | середня            | член Партії регіонів                    | селянське фермерське господарство «Тетяна», голова                      |
| 19                                | Подповєдна Наталія Анатоліївна   | 01.11.2011            | середня спеціальна | член Партії регіонів                    | ООО «СПМК — 73», робітник                                               |
| 20                                | Алейнікова Людмила Володимирівна | 01.11.2010            | середня            | член Партії регіонів                    | тимчасово не працює                                                     |
| Політична партія «Руська Єдність» |                                  |                       |                    |                                         |                                                                         |
| 9                                 | Куклін Олександр Миколайович     | 01.11.2010            | середня            | член Політичної партії «Руська Єдність» | тимчасово не працює                                                     |
| 10                                | Азаренкова Надія Анатоліївна     | 01.11.2010            | середня спеціальна | член Політичної партії «Руська Єдність» | приватний підприємець, продавець продовольчих товарів                   |
| Самовисування                     |                                  |                       |                    |                                         |                                                                         |
| 18                                | Московчук Станіслав Миколайович  | 08.05.2011            | середня спеціальна | позапартійний                           | ЧП «Наірі Агро», водій                                                  |